# Sigismund von Braun

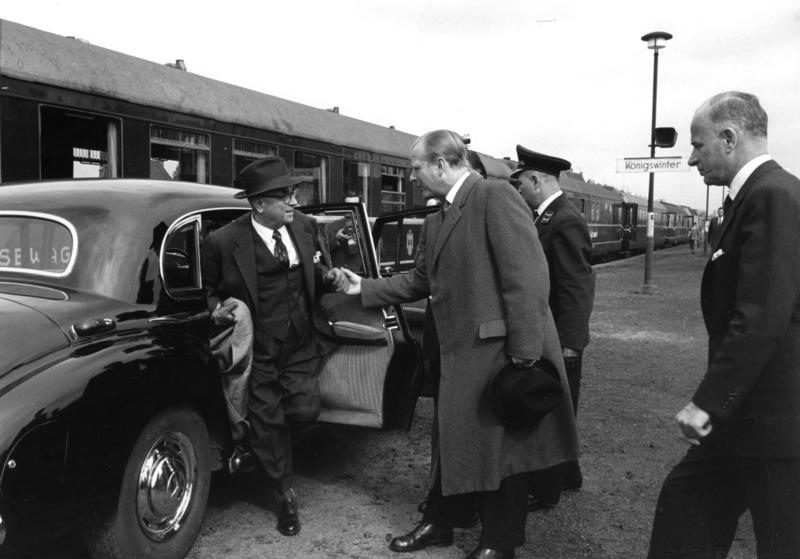
Von Braun recepciona o Presidente da Turquia Celal Bayar em 1958 durante uma visita presidencial

Sigismund Freiherr von Braun (Berlim, 14 de abril de 1911 – 13 de julho de 1998) foi um diplomata e Secretário de Estado do Ministério das Relações Exteriores da Alemanha (1970-1972).

## Biografia
Sigismund von Braun nasceu em Berlim-Zehlendorf em 1911, filho mais velho do proprietário de terras da Prússia Oriental e posteriormente Ministro da Alimentação do Reich, Magnus von Braun. Seus irmãos foram os cientistas de foguetes Wernher von Braun e Magnus von Braun.
Depois de um aprendizado em 1934, Braun passou um ano na Universidade de Cincinnati, nos Estados Unidos, estudando direito com uma bolsa de estudos do Deutscher Akademischer Austauschdienst (DAAD). Fez depois uma viagem ao redor do mundo, passando pelo Japão, China, Malásia e Índia. Em 1936 tornou-se adido no Ministério das Relações Exteriores da Alemanha. Até abril de 1937 foi assistente pessoal do embaixador alemão em Paris, mas em setembro, devido a uma disputa com Baldur von Schirach, foi realocado para um novo posto em Adis Abeba. Em 1 de outubro de 1939 juntou-se ao Partido Nacional-Socialista dos Trabalhadores Alemães (partido nazista). Em 1943 tornou-se Secretário da Legação da Embaixada da Santa Sé em Roma, onde permaneceu até 1946. Durante a desnazificação, Braun foi classificado como "dispensado", apesar de sua filiação ao partido, por ter "apoiado cargos clericais e outros na ocultação de pessoas perseguidas por razões religiosas, políticas e raciais, e por evitar sua deportação, correndo alto risco pessoal." Após internamento na Alemanha, ele ocasionalmente trabalhou no setor privado, primeiro como assistente em vários Julgamentos de Nuremberg, depois no julgamento dos ministros de Ernst von Weizsäcker e, finalmente, como funcionário do estado da Renânia-Palatinado.
Em 1954 Braun entrou para o serviço diplomático da República Federal da Alemanha e, em 1956, ingressou no Partido Democrático Liberal (FDP). Foi Chefe de Protocolo do Ministério das Relações Exteriores de 1962 a 1968, Representante Permanente nas Nações Unidas em Nova Iorque de 1968 a 1970, Secretário de Estado de 1970 a 1972 e, em seguida, Embaixador da Alemanha na França de 1972 a 1976.

## Publicações
- France and Germany, in view of the European elections, held lectures at the invitation of East Prussia sheet and the Heads of State and Political Economy Society e V. Hamburg on 16 May 1979 in Hamburg / Sigismund Freiherr von Braun. - Hamburg: State and Society Political Economy, 1979. - 16 pages - (Small swg-series, H 17)
- Sigismund von Braun: Volatile guests. On world tour 1933-1935. Herchen + Hague, Frankfurt am Main 1993, ISBN 978-3-89228-980-7